# Líquid amniòtic

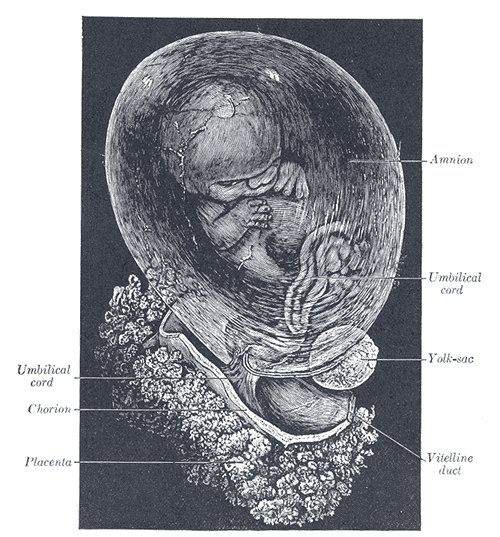
Fetus d'unes vuit setmanes a la bossa amniòtica i rodejat de líquid amniòtic.

El líquid amniòtic és un líquid clar de la bossa amniòtica que protegeix el fetus i l'embrió dels traumatismes externs i fa possible el desenvolupament embrionari i fetal.

## Formació i evolució
Es forma en la quarta setmana d'embaràs. L'embrió ja ha niat en les parets de l'úter i es comença a formar la cavitat amniòtica, la qual s'anirà omplint de líquid.
En el primer trimestre aquest líquid és un ultrafiltrat del plasma sanguini matern, però a partir de la dotzena setmana, també el fetus intervé amb la seva orina.
A partir d'aquest moment va augmentant a poc a poc i durant la 18-20 setmana de gestació, el 90% del líquid està produït pel seu ronyó. El fetus omple la seva bufeta urinària cada mitja hora i la buida, d'aquesta manera renova el líquid diverses vegades al dia. La composició del líquid amniòtic canvia al llarg de l'embaràs, s'assembla bastant al plasma matern i el grau de salinitat que presenta és similar a l'aigua marina.
La quantitat màxima de líquid que pot originar-se és de la setmana 34 a la 36 i és d'un litre. A partir de la setmana 38, comença a disminuir.

## Funcions
El líquid amniòtic protegeix al fetus de lesions externes, li serveix d'esmorteïdor per als cops. El manté calent, a la temperatura del teu organisme, ajuda a desenvolupar els pulmons i fins i tot l'alimenta, ja que cada glop del líquid amniòtic li proporciona al bebè ions i proteïnes. S'ha constatat que fins a un 10% de les necessitats proteiques del nadó es cobreixen amb el líquid amniòtic que ingereix.

## Quantitat
El ginecòleg, per mitjà de les ecografies i l'exploració manual, sempre comprova la quantitat de líquid amniòtic que hi ha a la bossa. Quan el metge nota que hi ha més o menys líquid, és probable que s'hagi de fer alguna prova més (ja que pot indicar problemes a la placenta i requereix intervenció mèdica).
- En el cas que n'hi hagi molt, pot determinar que hi hagi bessons, diabetis o malformacions del fetus.
- En el cas que n'hi hagués poc, existeix un perill clar, pot ésser a causa d'una fissura a la bossa o un problema en el sistema renal del bebè. Això pot provocar infeccions uterines o que el bebè comprimeixi el cordó umbilical i és possible que el metge valori avançar el part.

Gràcies al líquid amniòtic es poden diagnosticar malformacions, ja que conté un gran nombre de cèl·lules fetals, amb aquestes podem conèixer el cariotip del bebè i saber si pateix una malaltia cromosòmica.

## Color
Quan es trenquen aigües és important fixar-se en el color del líquid. Si és clar, (de color groguenc), és normal. En el cas que siguin popularment dit “aigües fosques”, (de color verdós per la presència de meconi), s'ha d'assistir urgentment a l'hospital encara que no es tinguin contraccions, ja que pot ser que el fetus hagi efectuat la seva primera deposició i hi ha possibilitat que n'ingereixi. Els metges han de valorar com es troba aquest.